# Uusikaupunki
Uusikaupunki (svédül: Nystad) város Finnország délnyugati részén, Turkutól 60 km-re északnyugatra, a Botteni-öböl partján.

## Gazdaság
Uusikaupunkiban található a Hartl Ventures leányvállalataként működő Valmet Automotive, az egyetlen finn autógyár – egyben a világ legészakibb autógyára. Az autógyárban több gyártó termékeit megbízásos szerződések alapján gyártják, 2011-ig ebben a gyárban készültek a Porsche SE Boxster  és Cayman modelljei. 1997 és 2011 között összesen 228 000 Porschét gyártottak az üzemben. Emellett a korábbi gyártó Karmann Osnabrück 2009-ben bekövetkezett csődje óta ebben az üzemben gyártják a Mercedes-Benz E osztály kabrió változatait, illetve a Mercedes A osztályt. A gyár dolgozói létszáma körül-belül 800 fő, műszakonkénti kapacitása 30 000 autó évente.

## Elnevezés
A város finn és svéd neve (Uusikaupunki illetve Nystad) egyaránt új várost jelent.

## Bonk Múzeum
Uusikaupunkiban található a Bonk Múzeum, ahol az Alvar Gullichsen finn képzőművész által kitalált fiktív cég, a Bonk Business gyártmányait tekinthetik meg az érdeklődők. A „multiglobális” cég „termékei” olyan abszurd „harmadik évezredbeli” technológiákon alapulnak, mint a Teljesen Defunkcionalizált Gépezetek, a Kozmikus Terápia, a Fejlett Dezinformációs Rendszerek és a Lokalizált Fekete Lyukak. A Bonk Business berendezéseinek közös tulajdonsága az, hogy a működésükhöz szükséges energiát szardellákból nyerik.